# Chevinay
Chevinay este o comună în departamentul Rhône din sud-estul Franței. În 2009 avea o populație de 540 de locuitori.

## Evoluția populației
| An        | 1975 | 1982 | 1990 | 1999 | 2006 | 2009 |
| --------- | ---- | ---- | ---- | ---- | ---- | ---- |
| Populație | 276  | 305  | 342  | 471  | 530  | 540  |